# Islands kunstakademi
Islands kunstakademi (isl.: Listaháskóli Íslands) i Reykjavik er Islands akademi for kunstneriske uddannelser.
Kunstakademiet blev oprettet i 1998 ved sammenlægning af Islands teaterskole og Reykjaviks kunstskole. Der er afdelinger for arkitektur og design (Þverholti 11), kunst (Laugarnesvegi 91), kunstpædagogik (Laugarnesvegi 91), scenekunst (Sölvhólsgötu 13) og musik (Sölvhólsgötu 13).